# 16-я гвардейская бригада армейской авиации
16-я гвардейская бригада армейской авиации (16 браа, в/ч 12628) — тактическое соединение Армейской авиации ВКС Российской Федерации.
16-я гвардейская бригада армейской авиации дислоцируется на аэродроме Зерноград и находится в составе 4-й гвардейской армии ВВС и ПВО.

## История
16-я бригада армейской авиации (в/ч 12628) создана 1 декабря 2015 на основе 546-й авиабазы армейской авиации, дислоцировавшейся на аэродроме Ростов-на-Дону (Центральный). Позднее бригада была перемещена на аэродром Зерноград возле одноимённого города Ростовской области.
27 апреля 2023 года Указом Президента Российской Федерации № 308 бригаде присвоено почётное наименование «гвардейская».